# やかましトリオ
やかましトリオとは1980年代に活躍した日本のコミックグループでうなずきトリオの兄弟ユニットにもあたる。

## 来歴
当時『オレたちひょうきん族』（フジテレビ系）のレギュラーであったB&Bとのりお・よしおとザ・ぼんちのボケによって結成されたコミックグループであり、『ひょうきん族』で漫才を披露したこともある。

## メンバー
島田洋七（しまだようしち、1950年2月10日-、リーダー）
本名は徳永 昭廣（とくながあきひろ）。B&Bの一員で、相方は島田洋八。
西川のりお（にしかわ-、1951年5月12日-、 サブリーダー）
本名は北村 紀夫（きたむらのりお）。のりお・よしおの一員で、相方は上方よしお。
おさむ（1952年12月16日-）
本名は長瀬 修一（ながせしゅういち）。ザ・ぼんちの一員で、相方はまさと。

## 出演番組
- オレたちひょうきん族（フジテレビ系）
- 笑ってる場合ですよ!（同上）[1]
- THE MANZAI（同上）[1]

## 備考
- サブリーダーののりおはおさむととても仲良しであったが、リーダーの洋七とは不仲であった。
- 兄弟分ユニットのうなずきトリオはレコードを出したが、本ユニットはレコードを1枚も出さなかった。
- 2008年7月26日～7月27日放送の『FNS27時間テレビ!! みんな笑顔のひょうきん夢列島!!』は彼らが出演した『ひょうきん族』『笑ってる場合ですよ!』がメインであったが、出演しなかった。